# 原涉
原涉（？—24年），字巨先，祖籍潁川郡陽翟縣（今河南省禹州市），至其祖父時移居茂陵縣（今陝西省興平市東南），西汉末年到新朝時期遊俠，原涉早年以退還喪葬費用、守孝三年而聞名，經舉薦出任谷口縣縣令，後因替叔父復仇而流亡，遇赦後，原涉改變志節，招攬賓客，並大修祖墳墓舍，豎立華表，買地開路，百姓們稱之為「原氏仟」。綠林軍起事後，王莽想藉助原涉的威勢，任命他為鎮戎大尹，等到王莽敗亡，原涉派門客殺死與自己有過節的尹公，由此得罪更始帝麾下的西屏將軍申屠建而遭殺害。

## 生平

### 退財守孝
原涉的祖父於汉武帝時以豪傑身分從陽翟縣搬遷至茂陵縣，原涉的父親在汉哀帝年間擔任南陽郡太守，當時天下富裕，大郡二千石的官員死在任上，徵收的喪葬費都在千萬以上，由死者的妻、子共同領受，用來定下家業的基礎。當時很少有人實行服三年喪的制度，到原涉的父親去世，他退還南陽郡送葬的財禮，在墓舍守喪三年，由此揚名京城。服喪期滿後，右扶風官員前往會見並聘請他擔任議曹，士大夫仰慕他就如同車輻像軸心聚集一樣。後來大司徒史丹推薦原涉，說他能治理政務繁劇的縣分，原涉因此擔任谷口縣县令，當時他年僅二十餘歲，谷口縣人聽聞其聲名，因此不用言詞教化便治好了谷口縣。

### 廣招賓客
先是原涉的叔父被一位姓秦的茂陵人殺害，原涉擔任谷口縣縣令半年左右，就先自行檢舉自己的過失辭去官職，打算替叔父報仇。谷口縣的豪傑替他殺死那個姓秦的人，原涉在外逃亡一年多，遇上大赦才出面，郡國的豪傑及长安、五陵講究氣結之人都歸附與仰慕他，原涉盡心盡意地接待他們，不論是賢能的人或不正派的人都來到他家，其住所及所在閭里都住滿了他的客人，有人譏諷原涉說：「你本是二千石世家的後代，從年輕時自身就嚴格禮儀修養，以守喪行孝、退還送葬的財禮等禮讓的品德而成名，即使為了報仇取下仇人的頭顱，也還沒有違背仁義，何故從此放縱自己，成為輕薄的遊俠呢？」原涉回答道：「您難道沒有看到平民家中的寡婦嗎？開始他們約束告誡自己的時候，本意是仰慕宋伯姬與陳孝婦的為人，不幸一旦被盜賊玷汙以後，就縱慾放蕩，明知行為不符合禮儀，然而已經不能自拔了，我的情況就是如此啊！」。

### 急公好義
原涉認為從前退還南陽郡送葬禮的行為，雖然替自身博得了好名聲，卻令先人的墳墓簡樸，不合孝道，於是大修墳墓和墓旁的房舍，周圍建起閣樓和多重門戶，以前，漢武帝時有位姓曹的京兆尹安葬在茂陵，百姓們稱墓前那條路為「京兆仟」，原涉羨慕此事，就買地開路，豎立华表，署名曰「南陽仟」，而人們不肯如此稱呼，都稱之為「原氏仟」，其修墓開路的費用全部倚賴富人裡年高有德的長者，而原涉自己僅僅置辦了必用的車馬和衣服，他專門賑濟施捨貧窮之人，前往救助有急難者作為自己的義務，而家中的妻兒生活卻陷入困頓。
曾經有人置辦酒宴邀請原涉，原涉進入里巷大門，客中有人告訴原涉，說他認識的某人之母生病住在里的宅院內，原涉立即前往問候，登門求見，正好聽到全家的哭泣聲，原涉就進去弔唁，並問及喪事的辦理情況，喪家一無所有，原涉說：「你只管清掃場地，給死者沐浴更衣，等著我來。」隨即來到酒宴主人家，對賓客嘆息說：「人家的親人逝世，躺在地上不能安葬，我還有什麼心思享受這酒宴，希望撤去酒菜。」賓客們爭相問他辦喪事所應準備的東西，原涉就側身坐在席位上，削牘做成木簡，寫成購物單，記載需用的衣被棺木，包括飯含等祭品，分別交給賓客去採辦，賓客們四出到市場去購買，到中午過後都回來會合，原涉親自察看過後，才對主人說：「事情已經辦妥，我願意接受您的賜宴了。」大家共同吃喝完畢，只有原涉沒有吃飽，就裝載著棺木等物，帶著眾賓客前往喪家，幫他裝棺入殮，慰勞客人，辦完喪事。原涉便是如此周濟與對待他人的急難，後來有人詆毀原涉，說他是「姦人中的梟雄。」喪家的兒子當即把這人刺殺。

### 肉袒謝罪
原涉的賓客犯法者眾多，其罪過多次上報給皇帝，王莽屢屢拘捕原涉，想殺掉他，又多次赦免放過他，原涉對此感到恐懼，文母太后王政君治喪時，原涉臨時擔任復土校尉。喪事過後擔任中郎将，後來被罷免了官職。原涉想給先人上墳，不想會見賓客，只想單獨祕密地與老友約期相會，於是獨自乘車趕往茂陵，到了傍晚，進入墓舍內宅，藉此深自隱匿不見外人。其後原涉派遣奴僕到市集上買肉，奴僕倚仗原涉的氣勢與屠戶爭執，砍傷了屠戶而逃亡。
這時茂陵縣代理縣令尹公剛開始理事，原涉沒有去拜訪他，聽到這件事，尹公大怒，他知道原涉是著名的豪俠，想藉此事警戒眾人，整肅社會風氣，就派遣兩名屬吏前去看守原涉，到了中午，奴僕仍未露面，屬吏想殺掉原涉離去，原涉窘迫的不知如何是好，正好與原涉相約前來上墳老友的幾十輛車子來到，這些人都是豪俠，一同勸說尹公。尹公不聽，豪俠們就說：「原巨先的奴僕犯法沒有被抓住，就讓他袒衣露體，綁住自己，以箭穿耳，前往縣衙請罪，對你來說也夠威風了吧。」尹公同意，原涉照豪俠們說的謝了罪，又穿好衣服，尹公便放他走了。
起初，原涉與新豐縣人祈太伯是好朋友，祈太伯的同母異父弟王游公一向忌妒原涉，當時王游公擔任茂陵縣衙的門下掾，勸尹公說：「您以代理縣令的身分羞辱原涉到這種程度，一旦正式任命的縣令到了，您又仍舊得坐單車回任縣府的屬吏，原涉手下的刺客如雲，殺了人都不知道兇手是誰，確實令人膽寒，原涉修建祖墳墓舍，奢侈鋪張，超越了制度標準，罪惡明顯，皇上早就知道，現在替您打算，不如毀壞他的祖墳墓舍，逐條上奏他的罪行，這樣您一定會成為正式的縣令，如此，原涉也不敢再埋怨您了。」尹公照著他說的去做，王莽果然任命其為正式的縣令，原涉因此怨恨王游公，於是挑選賓客，派遣他的長子原初帶領二十輛車去打劫王游公家，王游公的母親就是祈太伯的母親，賓客們看見她都向其行問候禮，傳話說：「不要驚嚇了祈夫人。」隨後殺害王游公的父親和他本人，砍下兩顆腦袋離去。

### 刺殺尹公
原涉的性格大略與郭解相似，外貌溫和、仁義、謙遜，而內心隱藏殺機，他在社會上小怨必報，因冒犯他而被殺死的人眾多，王莽末年，東方各地紛紛起兵反抗王莽，王氏的子弟中很多人舉薦原涉，說他能得到豪俠為其效死力，可以利用，王莽於是召見原涉，責備他過去所犯的罪惡，然後予以赦免，再委任其擔任鎮戎大尹（天水郡太守），原涉到任不久，長安失敗，各郡縣那些打著汉朝旗號起兵的人，攻殺二千石長官來響應漢軍，這些起兵的首領素來聽聞原涉的大名，爭相打聽原大尹在什麼地方，要前去拜訪他，當時王莽任命的州牧、刺史，凡是依附原涉的都能活命，原涉搭著驛站的傳車抵達長安後，更始帝的西屏將軍申屠建請原涉與他相見，特別器重他，原先那名毀壞原涉祖墳墓舍的前茂陵縣縣令尹公，此時正擔任申屠建的主簿，原涉本來已不再怨恨他，後來原涉某次從申屠建的住所出來，尹公故意攔道和原涉行見面禮，對他說：「改朝換代了，應該別再相互怨恨了！」原涉說：「尹君，為何專門欺凌我呢！」原涉因此發怒，派門客刺殺了尹公。
原涉本來打算逃離京城，申屠建內心仇恨他，認為原涉刺殺尹公是自己的恥辱，但表面上卻說：「我正要與原巨先共同鎮守三辅，怎麼會因為區區一名屬吏被殺而改變主意呢。」原涉的賓客傳話說，可令原涉自繫到獄中謝罪，申屠建答應了，賓客們乘坐數十輛車子送原涉去監獄，申屠建則藉機派兵在途中攔截，從車上抓走原涉，替原涉送行的車子四散奔馳，原涉就地被斬殺，首級懸掛在長安市上。

## 延伸閱讀
[在维基数据编辑]
 《漢書·卷092》，出自班固《漢書》